# الحقيقة الصادقة عن الخيانة
الحقيقة الصادقة عن الخيانة: كيف نكذب على الجميع، وخاصة على أنفسنا هو كتاب صدر في عام 2012 لأستاذ العلوم الإدراكية في جامعة ديوك دان أرئيلي. يبحث الكتاب عن لماذا ومتى تحدث الخيانة، ويناقش فوائدها وأسئلة عن كيفية منعها.
تُرجم الكتاب إلى اللغة العبرية في عام 2013.

## المحتويات
في كتاب الحقيقة الصادقة عن الخيانة، يستخدم أرئيلي عدة تجارب للبحث في طبيعة الخيانة. في أحد هذه التجارب، يكتشف أنه في ثلاجة تحتوي على علب كوكا كولا وأوراق دولارات نقدية في جامعة، فإن علب الصودا الغازية سوف تختفي بصورة أسرع لأن أخذ النقود سيجعل الطلاب يشعرون كما لو كانوا سارقين بينما أخذ علب الصودا الغازية لا يجعلهم يشعرون بذلك. في تجربة أخرى، خاض ممثل يلعب دور طالب في جامعة بيتسبرغ امتحانا في جامعة كارنيغي ميلون. قام الممثل بالغش بوضوح وأظهر كما لو كان مرتبكا بخصوص بعض قواعد الامتحان. قاس أرئيلي طريقة استجابة باقي الطلاب واستنتج أن الغش هو أمر معدٍ.

## الاستقبال
قوبل كتاب الحقيقة الصادقة عن الخيانة بمراجعات إيجابية. كتبت جانيت ماسلين في نيويورك تايمز ممتدحة أرئيلي قائلة «أسلوب بسيط ومرح». أحبت جانيت أيضا يكف ان الكتاب لديه «لمسة شخصية ملطفة». لاحظ رئيس جامعة ويسليان مايكل روث أن «أرئيلي أزال العقبة من أمام الجميع. ففي مجال العلوم الإدراكية وعلم الاقتصاد السلوكي المزدحمين، يكتب أرئيلي بأسلوب غير معتاد يجمع بين الحماسة والحكمة. يطلب منا أرئيلي أن نتذكر قابليتنا للخطأ ولا عقلانيتنا، لكي نحمي أنفسنا من ميلنا نحو خداع ذواتنا».